# Schnappi
Schnappi, das kleine Krokodil, ist ein deutsches Musikprojekt der Kölner Autorin, Komponistin und Musikproduzentin Iris Gruttmann. Bekanntheit erlangte das Projekt durch das gleichnamige Kinderlied, das ab Ende 2004 zum internationalen Millionenseller wurde, als Namensgeber einer Comicfigur diente und eine Merchandisingwelle auslöste.

## Stil und Inhalt des Liedes
Schnappi, das kleine Krokodil, ist formal und inhaltlich ein Kinderlied. Es verwendet – gesungen von einem Kind mit noch unsteter Stimme – die typischen textlichen und melodiösen Merkmale. Der Text ist einfach strukturiert und verwendet die Stilfigur des „mehrere-Anläufe-mit-falschen-Vokalen“ („Schni-schna-schnappi“ wie in „Bi-Ba-Butzemann“), die zu den so genannten Klangfiguren gehört. In einfacher Reimform wird von einem gerade geschlüpften Nilkrokodil erzählt, das niedlich, neugierig und frech seine Umgebung erkundet.

## Entstehungsgeschichte
Ausgangspunkt war die WDR-Kinderserie „Die Sendung mit der Maus“, für die die Kölner Autorin, Komponistin und Produzentin Iris Gruttmann unter anderem schreibt.
Das Lied entstand jedoch speziell für ihre damals fünfjährige Nichte Joy Gruttmann, für die Iris Gruttmann den von Rosita Blissenbach stammenden Ursprungstext im Jahre 2001 umschrieb und hierzu eine Melodie verfasste, erschienen zunächst nur auf der Musik-Kassette „Iris Lieder - Lied für mich“ aus der MC-Reihe „Lieder & Geschichten mit der Maus“. Hier wird das Lied vom „Krokodil am Nil“ bereits von der damals fünfjährigen Nichte Joy Gruttmann gesungen. Danach wurde der Song im Jahre 2003 auf dem Sampler „Großes und Kleines mit der Maus“ („Karussell“ - MC #544 751 – 4) vermarktet. Der bis dahin nur auf analogen Tonträgern erhältliche Song wurde Anfang 2004 von Internet-Nutzern in das Audioformat MP3 konvertiert und über Tauschbörsen verbreitet.
Erst im MP3-Format löste „Schnappi“ über das Internet einen Schneeballeffekt aus. Nachdem man beim Radiosender SWR3 auf das Lied aufmerksam geworden war und es eher als humorvolle Einlage ins Morgenprogramm aufgenommen hatte, gingen beim Sender Hunderte von Anfragen ein. Auch das größte deutsche Internet-Radio RauteMusik begann mit intensiven öffentlichen Aufführungen des Songs. Ab Mai/Juni 2004 verbreitete sich das Lied über verschiedene Internetseiten, Mails, Chats und Foren, wodurch sein Bekanntheitsgrad erheblich stieg. Zu jener Zeit war im Internet bereits ein sehr hoher Verbreitungsgrad von „Schnappi“ erreicht, und Mitte August 2004 wurde Iris Gruttmann von der Maus-Redaktion auf die „Schnappi“-Hysterie aufmerksam gemacht. Daraufhin beantragten und erhielten die Autorinnen am 24. August 2004 Titelschutz nach § 5 Abs. 3 MarkenG.

## Veröffentlichung als CD
Nun wurden auch Plattenfirmen auf die „Schnappi“-Welle aufmerksam. Polydor Records veröffentlichte das geringfügig bearbeitete Original am 6. Dezember 2004 (Nikolaus-Tag; gleichzeitig Joys Geburtstag) und verkaufte den Titel binnen vier Wochen rund 250.000 Mal. Ein Jahr nach seiner Veröffentlichung hatte die Single über 1,4 Millionen Exemplare verkauft, und auch das dazugehörige Album Schnappi und seine Freunde ging mehr als 420.000 Mal über die internationalen Ladentheken. Bis 2008 setzte die Single über 1,7 Millionen Exemplare ab. Parallel wurde für die Musikfernsehsender das Lied mit einem Zeichentrickvideo kombiniert.

Joy Gruttmann - Schnappi, das kleine Krokodil

„Schnappi, das kleine Krokodil“ kam am 20. Dezember 2004 in die deutsche Hitparade, in der es den Platz 1 der deutschen Single-Charts ab 3. Januar 2005 erreichte und diesen für 10 Wochen bis zum 7. März 2005 hielt. Bis zum 10. April 2005 verweilte das Kinderlied in der Hitparade. In sechs weiteren Ländern stieg die Single direkt auf Platz 1 der Singlecharts ein. In den Niederlanden rangierte die deutsche Version wochenlang auf Platz 1 der niederländischen Charts, während die niederländische Version gleichzeitig Platz 2 erreichte. Auch eine englische Version kam am 3. Oktober 2005 unter dem Titel „Snappy The Little Crocodile“ auf die Insel, konnte aber dort nur Rang 32 erreichen. Weitere Übersetzungen waren insbesondere „Crocky le Petit Crocodile“ (französisch), „Šnapis mažas krokodilas“ (litauisch) oder „Togetogeshi, chiisai wani“ (刺々し、小さい鰐) (japanisch).
Meistens jedoch war das deutsche Original erfolgreich, teilweise gab es aber auch zusätzliche Versionen und Parodien, zum Beispiel in Belgien und den Niederlanden. Die Zahl der Remixe und Versionen, die im Internet die Runde machen, geht in die Hunderte, einige Beispiele sind Schlappi, das kleine Drogodil, Schnapsi, das kleine Alkodil und Fi Fa Ficki. Eine Parodie des Liedes von Elmar Brandt (Die Gerd Show) mit dem Titel Schri-Schra-Schrödi, das ebenfalls von Schnappi-Manager Peter Burtz produziert wurde, erreichte im März 2005 Platz 18 der deutschen Single-Charts.
Der Erfolg der Single wurde von Kritikern der Musikindustrie als ein – allerdings seltener – Beleg dafür gewertet, dass illegale Download-Angebote urheberrechtlich geschützter Musiktitel keineswegs immer zu Umsatzeinbußen führen müssen und sogar im Gegenteil einen erheblichen Werbeeffekt haben können. Auch einige andere Titel wie „Veo Veo“ (Hot Banditoz) oder „Ilarie“ (Las Chicas) wurden erst durch die illegale Verbreitung übers Internet zum Hit.
Während der Erfolgsgeschichte lief bereits eine Merchandising-Kampagne an. Der Kösener Spielzeug Manufaktur lagen insgesamt 30.000 Vorbestellungen für Stoff-Schnappis in unterschiedlichen Größen vor.
Am 2. April 2005 bekamen die Songschreiberin Iris Gruttmann und die Sängerin Joy für Schnappi, das kleine Krokodil einen Echo Pop in der Kategorie „Download-Single des Jahres 2004“. Iris Gruttmann bekannte, dass sie das Kinderlied nicht im Hinblick auf diese Erfolge geschrieben hatte: „Ich glaube, der Erfolg ist da, weil ich das aus vollem Herzen mache. Schnappi ist ein authentisches Kinderlied, und ich habe es nicht mit Blick auf die Charts geschrieben“. Dieser Erfolg war für sie jedoch nicht neu, denn sie bekam im Jahre 2000 eine Goldene Schallplatte für das Hörbuch „Gute-Nacht-Geschichten und Lieder mit der Maus“.

## Diskografie

### Studioalben
| Jahr | Titel Musiklabel                   | Höchstplatzierung, Gesamtwochen, AuszeichnungChartplatzierungen (Jahr, Titel, Musiklabel, Platzierungen, Wochen, Auszeichnungen, Anmerkungen) | Höchstplatzierung, Gesamtwochen, AuszeichnungChartplatzierungen (Jahr, Titel, Musiklabel, Platzierungen, Wochen, Auszeichnungen, Anmerkungen) | Höchstplatzierung, Gesamtwochen, AuszeichnungChartplatzierungen (Jahr, Titel, Musiklabel, Platzierungen, Wochen, Auszeichnungen, Anmerkungen) | Höchstplatzierung, Gesamtwochen, AuszeichnungChartplatzierungen (Jahr, Titel, Musiklabel, Platzierungen, Wochen, Auszeichnungen, Anmerkungen) | Anmerkungen                                                |
| Jahr | Titel Musiklabel                   | DE | AT | CH | UK | Anmerkungen                                                |
| ---- | ---------------------------------- | --- | --- | --- | --- | ---------------------------------------------------------- |
| 2005 | Schnappi und seine Freunde Polydor | DE2 Platin · (19 Wo.)DE | AT1 Platin · (25 Wo.)AT | CH19 (15 Wo.)CH | — | Erstveröffentlichung: 28. Februar 2005 Verkäufe: + 420.000 |
| 2005 | Schnappi’s Winterfest Polydor      | DE43 (3 Wo.)DE | AT25 (3 Wo.)AT | — | — | Erstveröffentlichung: 7. Dezember 2005                     |

### Singles
| Jahr | Titel Album                                                    | Höchstplatzierung, Gesamtwochen, AuszeichnungChartplatzierungen (Jahr, Titel, Album, Platzierungen, Wochen, Auszeichnungen, Anmerkungen) | Höchstplatzierung, Gesamtwochen, AuszeichnungChartplatzierungen (Jahr, Titel, Album, Platzierungen, Wochen, Auszeichnungen, Anmerkungen) | Höchstplatzierung, Gesamtwochen, AuszeichnungChartplatzierungen (Jahr, Titel, Album, Platzierungen, Wochen, Auszeichnungen, Anmerkungen) | Höchstplatzierung, Gesamtwochen, AuszeichnungChartplatzierungen (Jahr, Titel, Album, Platzierungen, Wochen, Auszeichnungen, Anmerkungen) | Anmerkungen                                                    |
| Jahr | Titel Album                                                    | DE | AT | CH | UK | Anmerkungen                                                    |
| ---- | -------------------------------------------------------------- | --- | --- | --- | --- | -------------------------------------------------------------- |
| 2004 | Schnappi, das kleine Krokodil Schnappi Und Seine Freunde       | DE1 ×2Doppelplatin · (25 Wo.)DE | AT1 ×2Doppelplatin · (34 Wo.)AT | CH1 Platin · (30 Wo.)CH | UK32 (4 Wo.)UK | Erstveröffentlichung: 6. Dezember 2004 Verkäufe: + 1.700.000   |
| 2005 | Ein Lama in Yokohama Schnappi Und Seine Freunde                | DE6 (14 Wo.)DE | AT6 (17 Wo.)AT | CH15 (12 Wo.)CH | — | Erstveröffentlichung: 11. April 2005 als Schnappi und das Lama |
| 2005 | Jing! Jingeling! Der Weihnachtsschnappi! Schnappi’s Winterfest | DE17 (6 Wo.)DE | AT16 (4 Wo.)AT | CH41 (6 Wo.)CH | — | Erstveröffentlichung: 25. November 2005                        |

## Auszeichnungen für Musikverkäufe
| Silberne Schallplatte - Frankreich - 2005: für die Single Schnappi, das kleine Krokodil Goldene Schallplatte - Schweden - 2005: für die Single Schnappi, das kleine Krokodil | Platin-Schallplatte - Australien - 2005: für die Single Schnappi, das kleine Krokodil |

Anmerkung: Auszeichnungen in Ländern aus den Charttabellen bzw. Chartboxen sind in ebendiesen zu finden.
| Land/RegionAuszeichnungen für Musikverkäufe (Land/Region, Auszeichnungen, Verkäufe, Quellen) | Silber  | Gold  | Platin     | Verkäufe | Quellen              |
| -------------------------------------------------------------------------------------------- | ------- | ----- | ---------- | -------- | -------------------- |
| Australien (ARIA)                                                                            | —       | —     | Platin1    | 70.000   | aria.com.au          |
| Deutschland (BVMI)                                                                           | —       | —     | 3× Platin3 | 800.000  | musikindustrie.de    |
| Frankreich (SNEP)                                                                            | Silber1 | —     | —          | 100.000  | infodisc.fr          |
| Österreich (IFPI)                                                                            | —       | —     | 3× Platin3 | 90.000   | ifpi.at              |
| Schweden (IFPI)                                                                              | —       | Gold1 | —          | 10.000   | sverigetopplistan.se |
| Schweiz (IFPI)                                                                               | —       | —     | Platin1    | 40.000   | hitparade.ch         |
| Insgesamt                                                                                    | Silber1 | Gold1 | 7× Platin7 |          |                      |